# Беневиці
Беневиці (пол. Bieniewice) — село в Польщі, у гміні Блоне Варшавського-Західного повіту Мазовецького воєводства.
Населення — 1382 особи (2011).
У 1975-1998 роках село належало до Варшавського воєводства.

## Демографія
Демографічна структура станом на 31 березня 2011 року:
|          | Загалом | Допрацездатний вік | Працездатний вік | Постпрацездатний вік |
| -------- | ------- | ------------------ | ---------------- | -------------------- |
| Чоловіки | 674     | 192                | 437              | 45                   |
| Жінки    | 708     | 153                | 439              | 116                  |
| Разом    | 1382    | 345                | 876              | 161                  |